# Pseudoclerada kilaueae
Pseudoclerada kilaueae är en insektsart som beskrevs av George Willis Kirkaldy 1908. Pseudoclerada kilaueae ingår i släktet Pseudoclerada och familjen ängsskinnbaggar. Inga underarter finns listade i Catalogue of Life.